# Melioidose
Melioidose is een infectieziekte die wordt veroorzaakt door Burkholderia pseudomallei, een gramnegatieve bacterie. Deze aandoening komt met name voor in Zuidoost-Azië en noordelijk Australië en sporadisch op andere continenten. Besmetting vindt plaats via grond of water.

## Overdracht
Burkholderia pseudomallei bevindt zich in de bodem, in water en in vegetatie. Deze bacterie kan via wonden of andere beschadigingen in de huid komen of via inademing van besmette aarde of waterdruppels in de luchtwegen of door inslikken van besmette aarde of waterdruppels in het maag-darmkanaal. Risicogroepen zijn mensen die werkzaam zijn in de landbouw, in mijnen of bij bouwwerkzaamheden.

## Voorkomen
In Australië komt melioidose voor in noordelijk Queensland, Northern Territory, Western Australia en de eilanden van Straat Torres. De kans op besmetting is het grootst in het regenseizoen in december en januari. Daarnaast komt de ziekte vooral voor in Zuidoost-Azië. Sporadisch wordt melioidose waargenomen in  India, de Pacifische eilanden, Afrika en Midden- en Zuid-Amerika.

## Klinisch beeld
Melioidose kan als acute of als chronische infectie verlopen. Het merendeel van de infecties blijft subklinisch met geen of nauwelijks klachten. Een deel bestaat uit een huidinfectie met regionale opgezette lymfeklieren, koorts en algemene malaise. Ook abces- of ulcusvorming kan optreden. Melioidose kan ook een luchtweginfectie geven, variërend van een milde bronchitis tot een necrotiserende longontsteking. Sepsis en overlijden kan bij progressie van melioidose optreden. 

## Behandeling en preventie
De behandeling van melioidose bestaat uit een combinatie van antibiotica. Preventieve maatregelen zijn het dragen van waterbestendige handschoenen en schoenen bij contact met aarde in gebieden waar Burkholderia pseudomallei voorkomt en het vermijden van zwemmen in zoetwater in dergelijke gebieden.